# Aloe ecklonis
Aloe ecklonis är en grästrädsväxtart som beskrevs av Salm-dyck. Aloe ecklonis ingår i släktet Aloe och familjen grästrädsväxter. Inga underarter finns listade i Catalogue of Life.